# Otto Naegeli
Otto Naegeli (Ermatingen, 9 luglio 1871 – 1938) è stato un medico svizzero, specializzato in ematologia.

## Biografia
È noto per aver sviluppato la distinzione fra leucemia mieloide e linfocitarie. 

Osservò anche l'esistenza di numerosi portatori sani della tubercolosi, che non sviluppavano la malattia pur essendo infettati dal virus e attribuì il differente decorso alla diversità dei sistemi immunitari dei singoli individui. Quest'ipotesi inizialmente controversa fu in seguito confermata da altri ricercatori.

## Premio Otto Naegeli
Nel 1960, a Zurigo
fu istituito in suo onore il Premio Otto Naegeli che viene assegnato ogni due anni a un ricercatore residente in Svizzera a motivo del suo contributo eccezionale alla ricerca biomedica e/o clinica, e a condizione che probabilmente continuerà a sviluppare nuove ricerche.
Dal 1984 al 2009, anno di scioglimento, la Fondazione Bonizzi-Theler ha raddoppiato l'ammontare del premio, portandolo a 200.000 franchi svizzeri.

Otto è fratello del dermatologo e scacchista svizzero Oskar Naegeli.